# Calydonella lisa
Calydonella lisa is een keversoort uit de familie zwartlijven (Tenebrionidae). De wetenschappelijke naam van de soort is voor het eerst geldig gepubliceerd in 1995 door Doyen.